# Ciuhur Ocnița
El Ciuhur Ocnița fue un equipo de fútbol de Moldavia que jugó en la División Nacional de Moldavia, la primera división de fútbol en el país.

## Historia
Fue fundado en el año 1995 en la ciudad de Ocnita como equipo de la Divizia A en la temporada 1995/96, en la cual terminó en segundo lugar y obtuvo el ascenso a la División Nacional de Moldavia.
Su primera temporada en primera división fue también de despedida luego de terminar en el lugar 14 entre 16 equipos, desapareciendo al final de la temporada por falta de apoyo financiero.

## Palmarés
- Divizia A: 0

- Subcampeón: 1

1995/96